# Stihiră
Stihira  (gr. στιχηρον / stihiron ; sl. стихира / stihirŭ, -ra) este un fel de tropar folosit în timpul slujbelor zilei, care pot fi reunite într-o carte numită Stihirar (care cuprinde stihirile pentru slujbele de dimineața și de seara pentru tot parcursul anului) , sau mai pot fi găsite în Minei, în Octoih în Catavasier. Stihira nu trebuie confundată cu stiharul (unul dintre veșmintele liturgice). În limba greacă στιχηρον ar putea înseamna "care este în legătură cu un vers (στιχ).
În mod tradițional, stihirile sunt cântate în forma stihirarică a muzicii modale canonice în Biserica Ortodoxă. Odată cu apariția muzicii armonice, polifonice, ne-modale într-unele din bisericile ortodoxe, unele din formele tradiționale s-au pierdut. În cântarea bizantină, modurile stihirarice sunt de viteză "medie" (mai lentă decât modul irmologic, dar mai rapid decât cel papadic), cântarea fiecărei silabe acoperind adesea două sau trei note. Modul stihiraric este folosit cel mai adesea pentru cântarea stihirilor, dar nu în mod exclusiv. 
În anumite tradiții muzicale, modul stihiraric este folosit doar pentru slujbele de Duminica sau pentru zilele de praznic, în timp ce stihirile de la slujbele zilnice sunt cântate în modul irmologic. 

## Folosirea liturgică
Stihirile sunt adesea scrise în cicluri tematice sau pentru utilizarea în contexte liturgice specifice. Dăm mai jos câteva exemple în acest sens: 
- la Fericirile care se cântă la Sfânta Liturghie
- pentru anumiți sfinți sau sărbători (acestea se găsesc în minei)
- pentru Învierea Domnului

Stihirile sunt folosite cel mai frecvent în contexte liturgice precum:
- Vecernia (slujba de seară)
- Litia
- Laudele de la sfârșitul Utreniei, slujba de dimineață.

Stihirile se cântă de regulă alternativ cu versete din Psalmi sau din alte părți ale Scripturii. În cărțile liturgice, se specifică pentru ele cântarea pe un anumit glas.
Găsim adesea melodii pe tema stihirilor în înregistrările cu muzică liturgică ortodoxă, unele alcătuite de compozitori cunoscuți.

## Stihirile de la "Doamne strigat-am"
La vecernie, grupul de stihiri (10, 8, 6 sau 4 - în funcție de sărbătoare) care se cântă după imnul "Doamne, strigat-am" (Ps. 140) se numesc "Stihirile de la Doamne strigat-am" (sl. Стихира на «Господи, воззвах» ; gr. "στιχηρα εις το Κυριε, εκεκετραξα").
La Vecernia de Duminica (i.e. sâmbătă seara), stihirile de la "Doamne, strigat-am" iau forma unui acrostih alfabetic în versiunea greacă originară. Prima stihiră nu este parte a acrostihului.

## Stihirile de la Stihoavnă
Stihirile de la stihoavnă (sl. stikhíry na stikhóvne - стихиры на стиховне ; gr. Άπόστιχα' ) sunt un set de stihiri și versuri cântate spre sfârșitul Vecerniei și Utreniei. Particularitatea acestor stihiri este că încep cu un imn, iar nu cu versetul din Psalmi, cum se întâmplă în cazul celorlalte stihiri. Duminica se cântă cu o stihiră mai mult decât în zilele săptămânii.

## Stihirile de la Laude
La "Laude" la sfârșitul utreniei se cântă un grup de stihiri împreună cu versetele psalmilor de laudă 148, 149, 150. Acestea se numesc "stihirile de la Laude" (sl. стихиры на "хвалите" ; gr. εις τους αινους).

## Articole înrudite
- Tropar